# Lumpenbach (Springbach)
Der Lumpenbach ist ein orographisch rechter Zufluss des Springbachs auf der Gemarkung der Stadt Bad Belzig im Landkreis Potsdam-Mittelmark in Brandenburg. Er entspringt auf einer landwirtschaftlich genutzten Fläche, die sich südöstlich des Bad Belziger Wohnplatzes Waldsiedlung befindet. Er fließt zunächst auf einer Länge von rund 530 m in nördlicher Richtung und nimmt dort einen weiteren Strang auf, der von Westen her zufließt. Anschließend fließt er in östlicher Richtung und speist dabei drei kleine, unbenannte Teiche, die sich nördlich des Flussverlaufs befinden. Er führt in östlicher Richtung am Wohnplatz Kleesenmühle/Obermühle vorbei und schwenkt südlich des Wohnplatzes Springbachmühle in nördliche Richtung. Kurz darauf entwässert er am Wohnplatz Ölschlägers Mühle in den Springbach.